# Jennifer Lacy
Jennifer Lee Lacy (Agoura Hills, 21 marzo 1983) è un'ex cestista statunitense, professionista nella WNBA.

## Carriera
Dopo aver giocato a livello di college prima con l'Agoura Hills High School e con la Pepperdine Waves, all'età di 22 anni nel 2005 inizia la sua carriera da cestista professionista che la vede fare la spola fra gli USA e vari paesi tra Europa ed Asia.
Nell'estate del 2005 si trasferisce in Italia per giocare quasi un'intera stagione con Alghero in serie A1.
Nell'aprile del 2006 ritorna negli USA andando alle Phoenix Mercury nella WNBA dove resta fino al 2007.
Inizia la stagione 2007-08 in Polonia con il CCC Polkowice con cui disputa l'EuroCup Women.
Nel 2008 ritorna nella WNBA giocando un campionato con Atlanta e poi va a giocare prima in Cina con il Beijing Shougang (2008-09), poi ritorna ad Atlanta, quindi ancora in Europa con il TTT Rīga in Lettonia (2009-10) e con lo Sp. St. Pietroburgo in Russia (2010-11).
Nel giugno del 2010 ritorna ancora una volta nella WNBA approdando nelle Tulsa Shock.
Nel gennaio del 2012 si trasferisce in Turchia per vestira la maglia dell'Homend Antakya.

## Palmarès
- Campionessa WNBA (2007)